# 歐洲合格認證

繪製CE標誌的標準

歐洲合格認證規定大部分在歐洲經濟區（EEA）銷售的產品，都需要印上「CE」標誌。該標誌代表產品製造商或服務提供者確保產品符合相應的歐洲聯盟指令、且已完成相應的評估程序。相關歐盟指令包括玩具安全、機械工具等指令。現時約有25條指令要求產品印上「CE」標誌。

## 意義
自1995年CE標誌出現以來，CE標誌始終象徵着產品——無論其在世界何處生產——對歐盟法律的遵守，且允許該產品在歐洲經濟區的自由流通。CE標誌被計劃作爲市場監管措施且具有執行威信力。

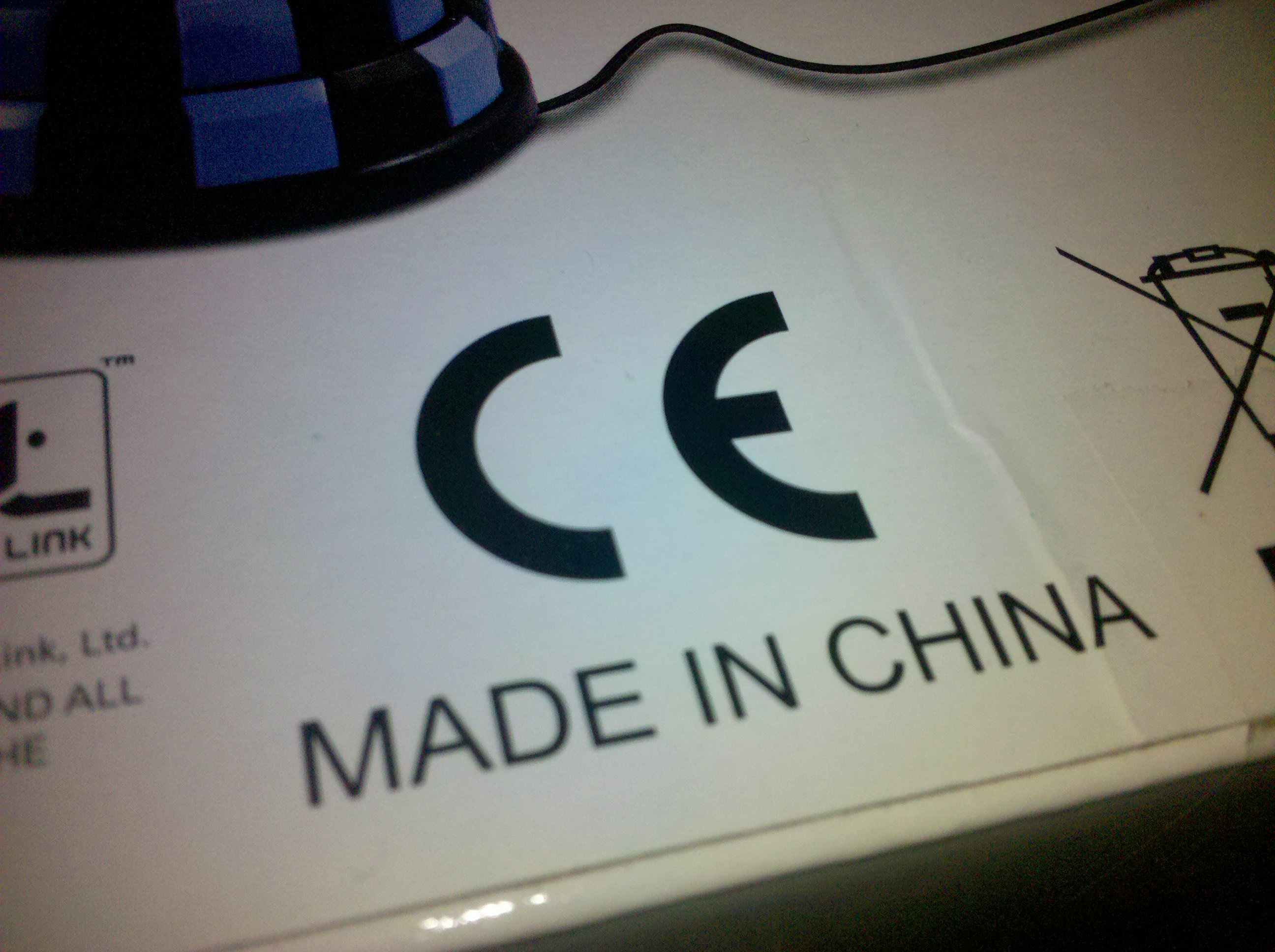
CE認證於商品外盒上

CE標誌表示產品符合歐盟委員會的所有相關指令。例如：大多電子產品必須遵從低電壓指令和電磁兼容性；電子玩具須要額外遵從玩具安全性指令。CE標誌並不表明產品由歐洲經濟區生產。生產商對商品加上CE標誌表明該產品遵從歐盟委員會的所有相關要求（例如對安全、健康、環保等方面的相關指令），且已被第三方指定機構所驗證。
並不是所有在歐洲經濟區進行交易的商品都需要CE標誌。僅僅那些處於相關指令的下屬分類的商品需要（且被承認）進行CE認證。大多數標有CE標誌的產品僅僅可以擺放在由製造商掌控的內部銷售市場中，而沒有依據歐盟法律進行獨立的產品一致性檢驗。ANEC提出警告說：消費者不可將CE標誌當作安全認證。
CE標誌是一個自我認證方案，表示産品的生産程序或所需要的第三方测试，均由製造商或進口商负责，负有刑事责任。官方会不时作出抽样检查，如发现産品有问题，可以作出处罸，包括回收産品、罸款甚至监禁。
歐盟產品必須印上CE標誌以示符合健康或安全指令。有關產品在取得認證文件後才可印上CE標誌。通常製造商、代理或进口商會在內部設立產品檢測部門進行產品檢測，或與專業的檢測認證機構達成測試合作，通過測試後以取得EC-符合證明書（EC-DoC），標示出所符合的指令等資料。

## 譯名
官方並無指出CE是一個簡稱，但可能來源於Communauté Européenne或Conformité Européenne，即「符合歐盟」的法文。

## 設計者
根據衛報於2001年12月23日的報道，CE標誌由Arthur Eisenmenger設計。

CE 標誌的建設細節

## 授權機構
- 美國優力（Underwriters Laboratories Inc.)
- 英國勞氏（LRV）
- 德國萊因集團（TÜV Rheinland Group）
- 全國公證/天祥（Intertek）
- 南德意志集團（TÜV SÜD Group）
- SGS
- 英國標準協會(BSI)
- 德國 VDE
- 歐證(EUROCERT）

## 成員國
- 27個歐盟成員國以及歐洲自由貿易協約國（EFTA）的三個成員國：冰島、列支頓士登、挪威。

CE標誌的相關法令係由歐盟（EU）發出，但CE標誌則適用於歐洲經濟區（EEA），即包括歐洲自由貿易聯盟（EFTA）成員挪威、冰島和列支敦斯登，以及既非EU亦非EFTA的土耳其。（在EFTA國家中，瑞士是唯一不是EEA的國家。根據瑞士政府的資料，CE標誌在瑞士國內並非強制印上，除非產品是出口到歐盟成員國。）

## 不接受CE標誌國家
- 美國、加拿大、日本、新加坡、韓國等均不接受CE標誌。

## 原產地標記
土耳其要求產品擁有CE標誌以確認符合標準。

## 指令對照
目前所發布之指令適用於如下產品：
| 指令名稱 （英文/中文）                                            | 主要指令編號                      |
| ----------------------------------------------------------------- | --------------------------------- |
| Simple Pressure-vessels 簡單壓力容器指令                          | 87/404/EEC                        |
| Toys 玩具指令                                                     | 2009/48/EC （页面存档备份，存于） |
| Construction Products 建築產品                                    | 89/106/EEC                        |
| Electromagnetic Compatibility 電磁相容指令                        | 2004/108/EC改2014/30/EU           |
| Machines機械指令                                                  | 98/37/EC改2006/42/EC              |
| Personal Protective Equipment 個人防護設備指令                    | 89/686/EEC （页面存档备份，存于） |
| Non-automatic Weighing Machines 非自動稱量儀器指令                | 90/384/EEC                        |
| Active Implantable Medical Devices 可移植醫療器材指令             | 90/385/EEC                        |
| Medical Devices醫療器材指令                                       | 93/42/EEC                         |
| In Vitro Diagnostic Medical Device 體外診斷指令                   | 98/79/EC                          |
| Gas Appliances 燃氣器具指令                                       | 90/396/EEC                        |
| Telecommunications Terminal Equipement 電信終端設備指令           | 91/263/EEC                        |
| Boilers 鍋爐指令                                                  | 92/42/EEC                         |
| Civic Explosives爆破器材指令                                      | 93/15/EEC                         |
| Low Voltage Electrical Products 低電壓指令                        | 73/23/EEC                         |
| Satellite Earth Station for Telecommunications 通訊衛星地面站指令 | 93/97/EEC                         |
| Lifts升降設備                                                     | 95/16/EC                          |
| Equipment for Use in Explosive Atmospheres 用於爆炸性氣體設備指令 | 94/09/EC                          |
| Recreational Craft (Boats) 娛樂用船隻指令                         | 94/25/EC                          |
| Equipment Pressure 壓力容器                                       | 2014/68/EU                        |

## 另見
- ISO
- IEC
- UL

## 外部連結
- 如何產生CE標誌 （页面存档备份，存于） （歐盟執委會）
- CE標誌網站 （页面存档备份，存于）（歐盟執委會CE標誌常見問題回答）